# Macroregonia
Macroregonia is een geslacht van kreeftachtigen uit de klasse van de Malacostraca (hogere kreeftachtigen).

## Soort
- Macroregonia macrochira Sakai, 1978